# 鈴鹿照
鈴鹿 照（すずか てる、1947年10月1日 - ）は、宝塚歌劇団卒業生（元花組・専科）。大阪府大阪市出身。大淀中学校卒業。愛称ヨネちゃん。公称身長155センチ（2007年度）。芸名の由来は祖父の出身地・三重県鈴鹿市の馬子唄から。

## 来歴・人物
1964年、宝塚音楽学校入学。第52期生。
1966年、宝塚歌劇団入団。当初の芸名は鈴鹿照子。月組公演『日本の四季／ファンタジア』で初舞台を踏む。入団時の成績は51人中47位。
1966年12月4日、花組に配属。
1981年より、専科所属として各組に出演。
2007年10月1日、宙組公演『バレンシアの熱い花』の東京公演千秋楽をもって、宝塚歌劇団を定年退団。

## 宝塚歌劇団時代の主な舞台

### 花組時代
- 1970年2月、『禁じられた初恋』常吉／『永遠のカトレア』[2]
- 1971年7月、『扇源氏』新人公演：玉姫（本役：水穂葉子）／『アポローン』（新宿コマ劇場）
- 1972年7月、『小さな花がひらいた』忠／『哀愁のナイル』（東宝）
- 1972年11月、『浜千鳥』新人公演：国頭祝女／『ポップ・ニュース』
- 1974年1月、『花のお嬢吉三』新人公演：スリの老婆（本役：美吉野一也）
- 1975年3月、『夢見る恋人たち』コロンブス警部／『ボン・バランス』
- 1975年7月、『ベルサイユのばら -アンドレとオスカル編-』ルルー
- 1978年2月、『風と共に去りぬ』プリシー
- 1978年4月、『風と共に去りぬ』ピティパット（福岡特別）
- 1978年9月、『遥かなるドナウ』少年ハンス／『エコーズ』
- 1979年3月、『花影記』／『紅はこべ』ビボー軍
- 1979年8月、『バウ・シャンソン・コンサート』
- 1979年9月、『ヴェロニック』（西武劇場）エドモン
- 1979年11月、『舞え舞え蝸牛』典薬の助／『ビューティフル・シティ』
- 1980年1月、『刀を抜いて』半二
- 1980年5月、『花小袖』かつ／『プレンティフル・ジョイ』

### 専科時代
- 1981年11月、『天明ふぁんたじい』（月組：バウ）喜多川歌麿
- 1982年1月、『ミル星人パピーの冒険』（星組）ラモー首相
- 1982年8月、『夜明けの序曲』（花組）よし
- 1983年1月、『こぶし咲く春』（星組）おひろ
- 1987年3月、『サマルカンドの赤いばら』（雪組）魔法使いの長老
- 1990年10月、『天守に花匂い立つ』（雪組）田村作左衛門
- 1992年1月、『珈琲カルナバル』（月組）ウーゴ
- 1992年10月、『忠臣蔵〜花に散り雪に散り〜』（雪組）堀部弥兵衛
- 1993年9月、『扉のこちら』（月組）コロー・カーナビッツ
- 1994年2月、『たけくらべ』（月組・花組：バウ・東京特別・名古屋特別）仲造／おぬい
- 1994年11月、『雪之丞変化』（雪組）狐軒
- 1996年1月、『訪問者』（月組：バウ・東京特別）藤兵衛／ベルエール
- 1996年9月、『HURRICANE』（花組：東京特別・名古屋特別）酔っぱらい
- 1997年3月、『仮面のロマネスク』（雪組）ガボット
- 1998年7月、『永遠物語』（月組：バウ・東京特別）六造爺
- 1999年1月、『心中・恋の大和路』（雪組：東京特別）孫右衛門
- 1999年3月、『うたかたの恋』（月組・宙組：全国ツアー）ジェシカ
- 2000年4月、『さらさ笹舟』（雪組：バウ・東京特別）勧修寺晴豊
- 2001年1月、『花の業平 -忍ぶの乱れ-』（星組）伴善男
- 2002年4月、『エイジ・オブ・イノセンス』（宙組：バウ）ムッシュ・シュランメル
- 2002年11月、『ガラスの風景』（星組）ピッコラ
- 2003年1月、『恋天狗』庄屋様（星組：バウ）
- 2003年8月、『里見八犬伝』（宙組：バウ・東京特別）船虫
- 2004年5月、『ファントム』（宙組）アラン・ショレ
- 2005年6月、『霧のミラノ』（雪組）ルーカ
- 2006年11月、『うたかたの恋』（花組：全国ツアー）ジェシカ
- 2007年2月、『星影の人』（雪組：中日劇場）喜久
- 2007年6月、『バレンシアの熱い花』（宙組）ホルヘ　＊退団公演